# Boeing C-97
Die Boeing C-97 Stratofreighter (deutsch: Stratosphärenfrachter), auch Boeing 367, war ein ab 1944 gebautes militärisches Langstrecken-Transportflugzeug aus US-amerikanischer Produktion, ausgelegt als viermotoriges Propellerflugzeug mit Kolbenmotoren. Aufbauend auf der Boeing C-97 wurde das Langstrecken-Passagierflugzeug Boeing 377 Stratocruiser entwickelt.

## Entwicklung und Produktion
Die C-97 war eine Weiterentwicklung des Boeing-B-29-Langstreckenbombers und kombinierte das Flugwerk der B-29 mit dem großen Querschnitt eines Doppeldeck-Rumpfes. Der Erstflug erfolgte bereits 1944; die ersten drei Maschinen wurden lediglich zu Testzwecken verwendet und während des Krieges nicht militärisch eingesetzt.
Beim Entwurf der C-97 wurden nur der Rumpf neu entworfen und der Antrieb geändert; das Tragwerk und die Leitwerke wurden von der B-29 übernommen. Ab der siebten Maschine kamen das größere Seitenleitwerk und die Triebwerke der Boeing B-50 Superfortress zur Anwendung.
Die Stratofreighter konnte anstelle von Fracht bis zu 134 voll ausgerüstete Soldaten befördern oder zum Krankentransport mit 83 Tragen genutzt werden.

## Produktion
Die ersten beiden C-97 wurden von der USAAF Ende 1943 und Anfang 1944 abgenommen.
Insgesamt wurden 77 Exemplare der C-97 hergestellt.
Nach Kriegsende wurde aus der C-97 das zivile Passagierflugzeug B-377 Stratocruiser abgeleitet. Aufgrund der starken Konkurrenzsituation, insbesondere durch die Lockheed Constellation und die Douglas DC-6, wurden nur 56 Stück produziert. Weitere 811 Maschinen wurden als Luftbetankungsflugzeuge Boeing KC-971) fertiggestellt, wovon viele später wieder zu C-97-Transportern umgebaut wurden.
1) Die Version als Tankflugzeug KC-97 wird vereinzelt fälschlich als „Stratotanker“ bezeichnet. Nach sämtlichen seriösen Quellen (auch Boeing und USAF) wird jedoch auch die KC-97 Stratofreighter genannt. Den Namen Stratotanker trägt ausschließlich das strahlgetriebene Nachfolgemodell Boeing KC-135.
Abnahme der C-97 durch die USAF 1945–1951:
| Jahr      | 1943 | 1944 | 1945 | 1946 | 1947 | 1948 | 1949 | 1950 | 1951 | SUMME |
| --------- | ---- | ---- | ---- | ---- | ---- | ---- | ---- | ---- | ---- | ----- |
| XC-97     | 1    | 2    |      |      |      |      |      |      |      | 3     |
| YC-97/A/B |      |      | 2    | 1    | 6    | 1    |      |      |      | 10    |
| A         |      |      |      |      |      | 3    | 13   | 34   |      | 50    |
| C         |      |      |      |      |      |      |      |      | 14   | 14    |
| SUMME     | 1    | 2    | 2    | 1    | 6    | 4    | 13   | 34   | 14   | 77    |

Umbauten zur C-97:
| Jahr   | aus    | 1960 | 1961 | 1962 | 1963 | 1964 | 1965 | 1966 | 1967 | 1970 | SUMME |
| ------ | ------ | ---- | ---- | ---- | ---- | ---- | ---- | ---- | ---- | ---- | ----- |
| D      |        |      |      | 1    | 2    |      |      |      |      |      | 3     |
| E      | KC-97E | 1    |      |      |      |      |      |      |      |      | 1     |
| F      | KC-97F |      |      | 5    |      |      |      |      | 1    |      | 6     |
| G      | KC-97G |      |      |      | 100  | 66   | 7    | 13   | 1    |      | 187   |
| YC-97K | KC-97G |      |      |      | 1    | 1    |      |      |      |      | 2     |
| K      | KC-97G |      |      |      | 12   | 2    |      | 5    | 7    | 2    | 28    |
| HC-97G | KC-97G |      |      |      |      | 19   | 9    |      |      |      | 28    |
| SUMME  |        | 1    | 0    | 6    | 115  | 88   | 16   | 18   | 9    | 2    | 255   |

Im Jahr 1953 wurden die drei KC-97A in C-97A umgebaut. Weiterhin wurden 1955 zwei KC-97G zum Umbau in YC-97J und 1959 eine YC-97 in eine C-97F verwendet. Während des Korea-Krieges erfolgte die Konversion von sechs C-97A und der YC-97B in sieben C-97D, davon drei VC-97D.

## Versionen

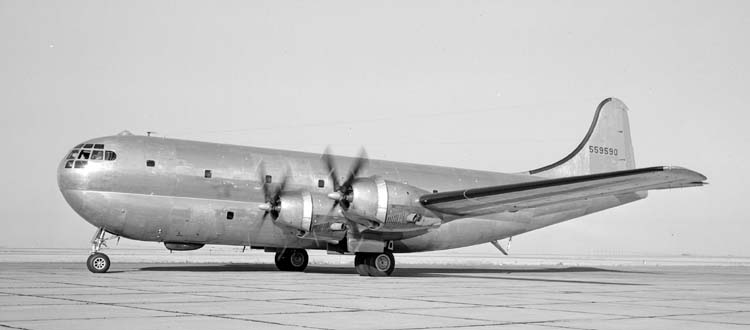
Boeing YC-97 45-59590 mit dem niedrigeren Seitenleitwerk der B-29 (1947)

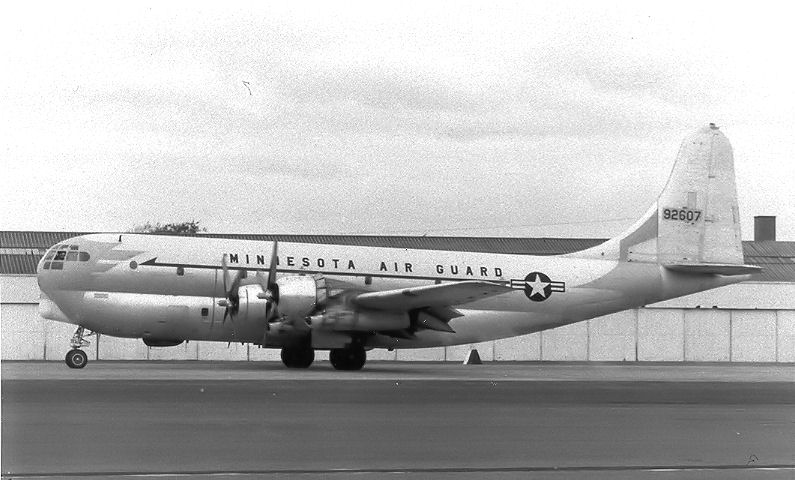
Boeing C-97A Stratofreighter 49-2607 der Minnesota Air Guard (1960)

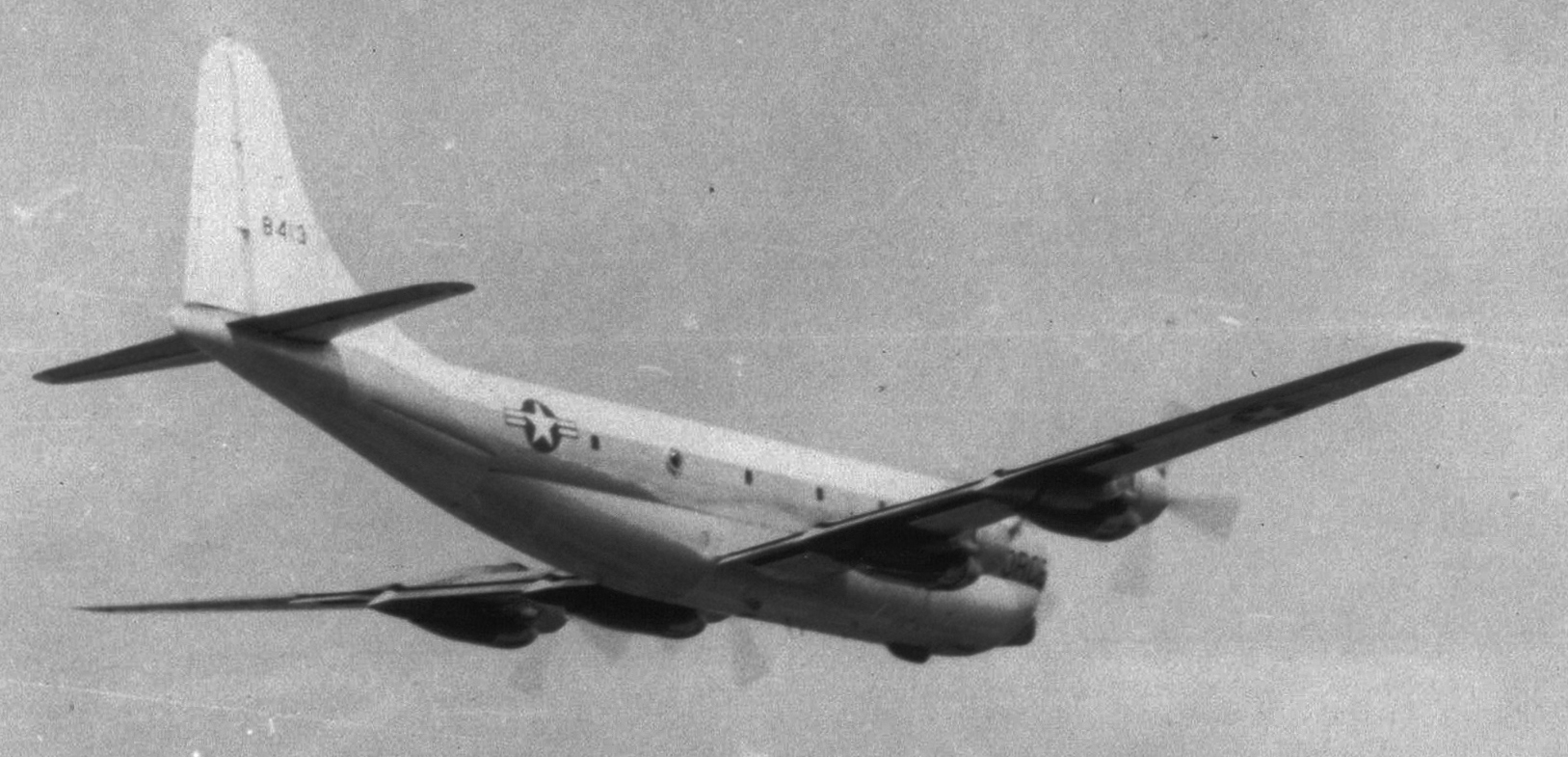
Boeing C-97A Stratofreighter (USAF_Wiesbaden-Erbenheim 1955)

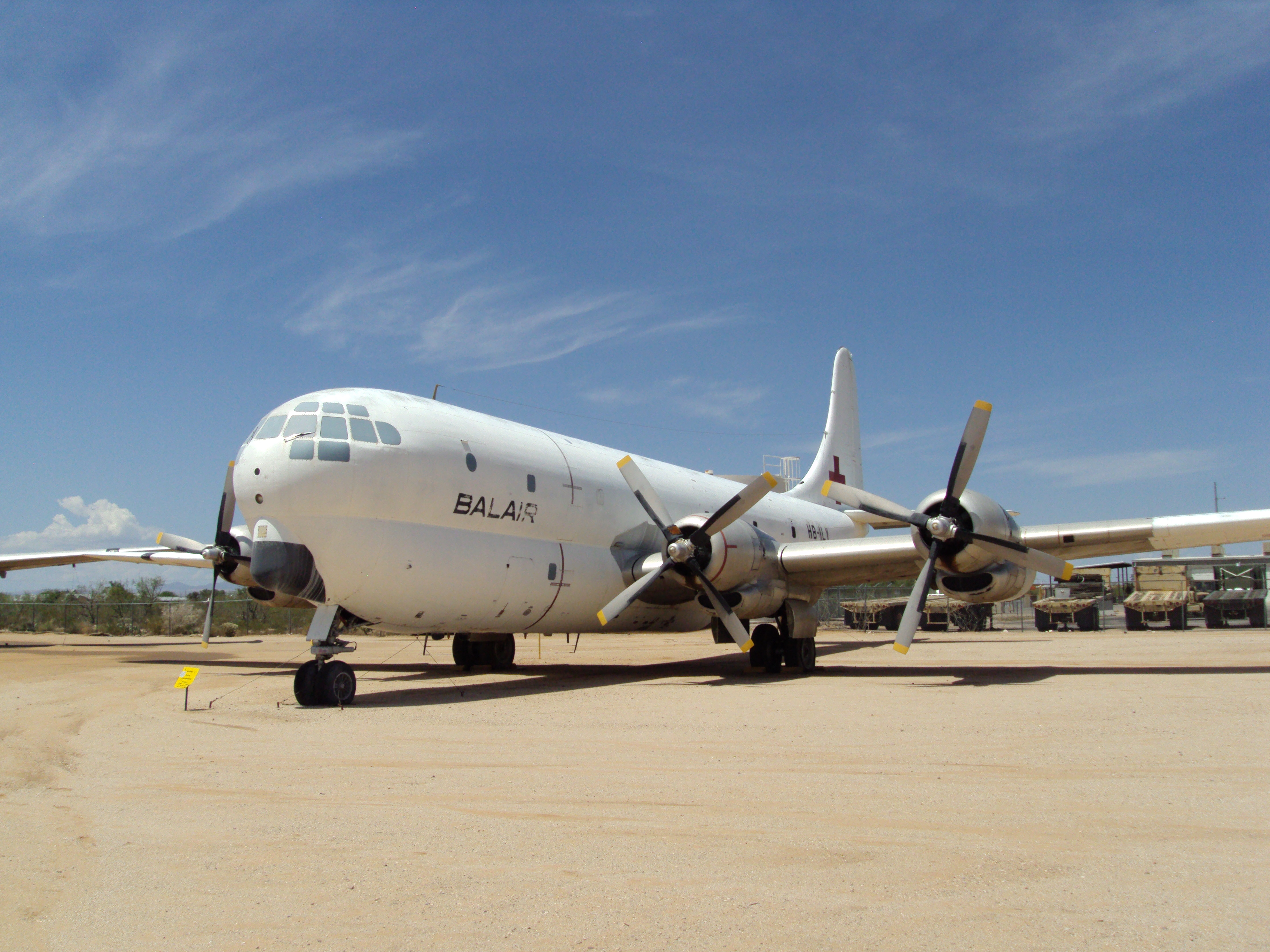
Boeing C-97G im Pima Air & Space Museum in Tucson. Die Maschine war für Hilfsflüge nach Biafra unter Rot-Kreuz-Flagge als HB-ILY bei der ehemaligen Schweizer Balair registriert; im Einsatz von 1969 bis 1970.

Die hier nicht genannten Versionen des Tankflugzeuges KC-97 sind im Hauptartikel Boeing KC-97 aufgeführt. Es handelt sich dabei um: KC-97E, KC-97F, EC-97G, KC-97G, GKC-97G, JKC-97G, HC-97G, KC-97H, KC-97L.
XC-97Prototyp, drei wurden gebaut.
YC-97Vorserienmaschine als Transporter, sechs wurden gebaut.
YC-97AVorserienmaschine als Truppentransporter, drei wurden gebaut.
YC-97BVorserienmaschine als Passagierflugzeug mit 80 Sitzen, später umbenannt in C-97B, 1954 als C-97D klassifiziert, ausgemustert am 15. Dezember 1969.
C-97ASerienversion als Transporter mit 2425 kW Pratt & Whitney-R-4360-27-Motoren, 50 wurden gebaut.
KC-97AUmbau von drei C-97A zu Tankflugzeugen. Nach erfolgreichen Tests wieder zu C-97A umgebaut.
C-97CSerienversion mit Verstärkung des Frachtbodens sowie kleineren Änderungen von Instrumentierung und Funkanlage, 14 Stück gebaut. Während des Koreakrieges 1950 bis 1953 zu Verwundetentransportern eingesetzte Maschinen wurden als MC-97C bezeichnet.
VC-97DUmrüstung dreier C-97A als VIP-Transporter und fliegende Kommandoposten.
C-97Ezu Transportern umgebaute KC-97E.
C-97Fzu Transportern umgebaute KC-97F.
C-97G135 zu Transportern umgebaute KC-97G.
YC-97JAusrüstung von zwei KC-97G mit vier Turboprops Pratt & Whitney YT34-P-5 je 4250 kW. Obwohl erfolgreich, wurden weitere Umbauten zugunsten der Boeing KC-135 gestrichen.
C-97K27 zu Truppentransportern umgebaute KC-97G.

## Zwischenfälle
- Am 22. März 1957 verschwand eine Boeing C-97C Stratofreighter der United States Air Force (USAF) (Luftfahrzeugkennzeichen 50-702) unterwegs vom Flugplatz Wake Island (Außengebiet der Vereinigten Staaten) zur Yokota Air Base (Japan). Die Maschine ging ungefähr 320 Kilometer südöstlich von Tokio im Pazifik unter. Alle 67 Insassen, zehn Besatzungsmitglieder und 57 Passagiere, kamen ums Leben. Es war der schwerste Unfall einer C-97, gemessen an der Anzahl der Todesopfer.[13]

- Am 29. Juni 1964 kollidierte eine Douglas DC-4/HC-54D der United States Air Force (USAF) (42-72590) 6,5 Kilometer südlich des Kindley Field (Bermuda) mit einer Boeing HC-97 Stratofreighter der USAF. Beide Maschinen befanden sich auf einem gemeinsamen Fotoflug, als die HC-54 eine Tragfläche und das Heck der C-97 durchschnitt. Beide stürzten ab, es gab unter den insgesamt 17 Insassen keine Überlebenden. An Bord der DC-4 wurden alle 7 Besatzungsmitglieder getötet, in der C-97 alle 10.[14]

- Am 8. Mai 1969 kam es mit einer Boeing C-97G Stratofreighter der skandinavischen Nordchurchaid (N52679) auf dem Uli Airstrip (Biafra) zu einer Bauchlandung. Das Flugzeug wurde irreparabel beschädigt. Alle Insassen überlebten den Unfall.[15]

- Am 26. September 1969 kollidierte eine Boeing C-97G Stratofreighter der skandinavischen Nordchurchaid (N52676) beim nächtlichen Anflug auf den Uli Airstrip (Biafra) mit Bäumen und stürzte ab. Alle 5 Besatzungsmitglieder, die einzigen Insassen auf dem Frachtflug, kamen ums Leben.[16]

- Am 30. November 1970 wurde mit einer Boeing 707-373C der Trans World Airlines (N790TW) am Flughafen Tel Aviv-Lod der Start zu einem Frachtflug eingeleitet. Zeitgleich wurde eine leere, unbeleuchtete C-97K Stratofreighter der israelischen Luftstreitkräfte (4X-FPS/037) über die Startbahn geschleppt. Trotz eines versuchten Startabbruchs kam es zum Zusammenstoß und Brand beider Flugzeuge. Dabei kamen zwei Personen am Boden ums Leben, die dreiköpfige Besatzung der TWA-Maschine überlebte (siehe auch Trans-World-Airlines-Flug 645)[17][18]

- Am 30. Juli 1987 startete eine mit Pferden für Miami beladene Boeing C-97G Stratofreighter der Belize Air International, registriert in der Dominikanischen Republik (HI-481), in überladenem Zustand vom Flughafen Mexiko-Stadt. Im Steigflug rutschte Ladung nach hinten, woraufhin das Flugzeug mit höher gelegenem Gelände kollidierte und schließlich auf eine Landstraße stürzte. Von den 12 Insassen kamen 5 ums Leben, ein Besatzungsmitglied und 4 Passagiere. Außerdem wurden 44 Menschen auf der vielbefahrenen Landstraße von Mexiko-Stadt nach Toluca getötet.[19]

## Technische Daten
| Kenngröße             | Daten                                                                      |
| --------------------- | -------------------------------------------------------------------------- |
| Besatzung             | 4                                                                          |
| Länge                 | 33,7 m                                                                     |
| Spannweite            | 43,1 m                                                                     |
| Höhe                  | 11,7 m                                                                     |
| Flügelfläche          | 161,1 m²                                                                   |
| Streckung             | 11,5                                                                       |
| Leermasse             | 37.410 kg                                                                  |
| max. Startmasse       | 79.370 kg                                                                  |
| Triebwerke            | vier Sternmotoren Pratt & Whitney R-4360-59 mit je 3.500 PS (ca. 2.600 kW) |
| Höchstgeschwindigkeit | 603 km/h                                                                   |
| Dienstgipfelhöhe      | 10.670 m                                                                   |
| Reichweite            | 6.920 km                                                                   |